# Иринга
Иринга (англ. Iringa) — город в Танзании. Является административным центром одноимённых области и округа. Население — 102 208 человек (по данным переписи 2002 года).

## Климат
Город расположен на высокогорье, что объясняет его относительно прохладный климат.
| Показатель | Янв. | Фев. | Март | Апр. | Май  | Июнь | Июль | Авг. | Сен. | Окт. | Нояб. | Дек. | Год   |
| --- | ---- | ---- | ---- | ---- | ---- | ---- | ---- | ---- | ---- | ---- | ----- | ---- | ----- |
| Средний суточный максимум, °C                                                                                            | 25   | 25   | 25   | 24   | 24   | 23   | 22   | 23   | 25   | 27   | 28    | 26   | 24,75 |
| Средняя температура, °C                                                                                                  | 19,7 | 19,8 | 19,7 | 19,5 | 18,7 | 17,3 | 16,7 | 17,3 | 18,8 | 20,3 | 21,1  | 20,3 | 19,1  |
| Средний суточный минимум, °C                                                                                             | 15   | 15   | 15   | 15   | 14   | 12   | 11   | 11   | 12   | 14   | 15    | 15   | 13,67 |
| Норма осадков, мм | 134  | 115  | 125  | 57   | 10   | 1    | 0    | 1    | 2    | 16   | 55    | 145  | 661   |
| Источник: http://www.climatedata.eu/climate.php?loc=tzzz0022&lang=en, http://www.levoyageur.net/weather-city-IRINGA.html |      |      |      |      |      |      |      |      |      |      |       |      |       |

## История
Город был основан в 1889 году, когда бо́льшая часть территории современной Танзании входила в состав Германской Восточной Африки. Город был основан как база немецких войск во время восстания местного населения под руководством Мквавы (ныне неподалёку от Иринги расположен музей его имени).

## Население
Численность населения Иринги, согласно данным переписи 2002 года, составляла 102 208 человек. При этом наблюдается устойчивый рост населения: в 1978 году в городе проживало 57 164 человек, в 1988 году — 84 860.

## Экономика
Иринга — значимый транспортный узел Танзании, центр грузовых перевозок по маршрутам в Дар-эс-Салам, Мбею, Сонгеа, Додому и в другие регионы Танзании. Здесь обслуживаются грузовики, следующие в соседние страны: в Замбию, Демократическую республику Конго, Малави, Бурунди и в другие страны Восточноафриканского сообщества. Через Ирингу проходит международное трансафриканское Шоссе Каир-Кейптаун и другие асфальтированные дороги местного назначения.
Вокруг Иринги расположено множество ферм. Основной сельскохозяйственной культурой здесь является чай. Также Иринга известна своими плетеными корзинами, изготовленными из местного тростника.